# Lemmy
Ian Fraser Kilmister (24 tháng 12 năm 1945 – 28 tháng 12 năm 2015), được biết đến với nghệ danh Lemmy, là nhạc sĩ, ca sĩ, người viết bài hát và là thủ lĩnh của ban nhạc rock Motorhead đến từ Anh. Âm nhạc của ông đi tiên phong trong thể loại heavy metal. Ông được biết đến bởi bề ngoài (với râu quai nón dí dỏm) và chất giọng khàn mạnh mẽ đặc trưng. Bên cạnh sự nghiệp âm nhạc, ông đã tham gia đóng các vai phụ trong phim điện ảnh và phim truyền hình.
Lemmy sinh ra tại thành phố Stoke-on-Trent và lớn lên ở Bắc xứ Wales. Ông bị ảnh hưởng bởi nhạc rock and roll và nhạc của Beatles từ thời trẻ, thứ đã dẫn dắt ông đến với các ban nhạc rock đầu thập niên 60, trong đó có the Rockin' Vickers. Ông làm hỗ trợ kỹ thuật cho Jimi Hendrix và the Nice, trước khi gia nhập ban nhạc rock Hawkwind năm 1971, và hát chính trong bản hit "Silver Machine". Sau khi bị sa thải khỏi Hawkwind, ông thành lập Motorhead với tư cách hát chính, sáng tác và chơi bass. Motorhead đạt đỉnh cao trong năm 1980 và 1981 với bản hit "Ace of Spades" và Album nhạc sống No Sleep 'til Hammersmith. Lemmy tiếp tục thu âm và đi tour thường xuyên với ban nhạc cho đến lúc qua đời tháng 12 năm 2015 ở Los Angeles, nơi ông đã từng sống từ năm 1990.
Bên cạnh hoạt động âm nhạc, Lemmy còn được biết đến nhiều bởi lối sống gắn liền với rượu và chất kích thích. Ông còn được biết đến là người sưu tầm các kỷ vật của Đức Quốc xã và sử dụng biểu tượng của Đảng Quốc xã, nhưng ông làm sáng tỏ răng ông không ủng hộ đường lối của Đảng Quốc xã và là người ủng hộ chủ nghĩa tự do và vô chính phủ.

## Danh sách đĩa nhạc

### Với the Rockin' Vickers
- 1965 – "Zing! Went the Strings of My Heart" / "Stella" (7" single)
- 1965 – "It's Alright" / "Stay By Me" (7" single)
- 1966 – "Dandy" / "I Don't Need Your Kind" (7" single)
- 2000 – The Complete: It's Alright (compilation)

### Với Sam Gopal
- 1969 – Escalator
- 1969 – "Horse" / "Back Door Man" (7" single)

### Với Hawkwind
- 1972 – "Silver Machine" / "Seven by Seven" (7" single)
- 1972 – Glastonbury Fayre – contains "Silver Machine" and "Welcome to the Future"
- 1972 – Greasy Truckers Party – contains "Born to Go" and "Master of the Universe" (10/11 Hawkwind tracks on 2007 re-release)
- 1972 – Doremi Fasol Latido
- 1973 – "Lord of Light" / "Born to Go" (7" single)
- 1973 – "Urban Guerrilla" / "Brainbox Pollution" (7" single)
- 1973 – Space Ritual
- 1974 – Hall of the Mountain Grill
- 1974 – "Psychedelic Warlords" / "It's So Easy" (7" single)
- 1975 – "Kings of Speed" / "Motorhead" (7" single)
- 1975 – Warrior on the Edge of Time
- 1983 – The Weird Tapes (live and out-takes, 1967–1982)
- 1984 – The Earth Ritual Preview EP (guest appearance as bass and backing vocals on Night of the Hawks)
- 1985 – Bring Me the Head of Yuri Gagarin (live 1973)
- 1985 – Space Ritual#Volume 2 (live 1972)
- 1986 – Hawkwind Anthology (live and out-takes, 1967–1982)
- 1991 – BBC Radio 1 Live in Concert (live 1972)
- 1992 – The Friday Rock Show Sessions (live 1986)
- 1997 – The 1999 Party (live 1974)

### Với ban nhạc của Robert Calvert
- 1974 – "Ejection" / "Catch a Falling Starfighter" (7" single)
- 1974 – Captain Lockheed and the Starfighters
- 1980 – "Lord of the Hornets" / "The Greenfly and the Rose" (7" single)

### Dự án cá nhân
- 1990 – Lemmy & The Upsetters – Blue Suede Shoes
- 2000 – Lemmy, Slim Jim & Danny B (aka the Head Cat) – Lemmy, Slim Jim & Danny B
- 2006 – The Head Cat – Fool's Paradise
- 2006 – The Head Cat – Rockin' the Cat Club: Live from the Sunset Strip
- 2006 – Lemmy – Damage Case (Compilation)
- 2007 – Keli Raven & Lemmy Kilmister "Bad Boyz 4 Life" (single).
- 2011 – The Head Cat – Walk The Walk… Talk The Talk

### Hợp tác với các ban nhạc
- 1978 – The Doomed (one off performance at the Electric Ballroom, ngày 5 tháng 9 năm 1978) Bootleg recording with Dave Vanian, Captain Sensible and Rat Scabies. Brian James had left The Damned and took the rights to the name with him.
- 1979 – The Damned – "I Just Can't Be Happy Today" / "Ballroom Blitz" (with Lemmy on bass) / "Turkey Song" (7" single) – available as bonus track on the reissued Machine Gun Etiquette album
- 1980 – The Young & Moody Band – "Don't Do That" (7" & 12" single)
- 1981 – Headgirl (Motörhead & Girlschool) – St. Valentine's Day Massacre EP
- 1982 – Lemmy & Wendy O. Williams – Stand by Your Man EP

### Dự án từ thiện
- 1985 – Hear 'n Aid
- 1985 – The Crowd – You'll Never Walk Alone (Bradford City F.C. Fire Disaster)
- 2011 – Emergency – Livewire + Girlschool + Rudy Sarzo vocals (Haiti Appeal)

### Khách mời
- 1977 – Sex Pistols – Holidays In The Sun (appears in the music video)
- 1984 – Albert Järvinen Band – Countdown
- 1986 – Boys Don't Cry – "I Wanna Be a Cowboy" (appears in the music video)
- 1989 – Nina Hagen – Nina Hagen – guests on "Where's the Party"
- 1992 – Bootsauce – Bull – guests on "Hold Tight"
- 1994 – Fast Eddie Clarke – It Ain't Over till It's Over – guests on "Laugh at the Devil".
- 1994 – Shonen Knife – Rock Animals – guests on "Tomato Head" single remix (Track 3 – "Lemmy in There Mix") – not the album track
- 1996 – Skew Siskin – Electric Chair Music
- 1996 – Ugly Kid Joe – Motel California
- 1996 – Myth, Dreams of the World – Stories of the Greek & Roman Gods & Goddesses
- 1996 – Skew Siskin – Voices from the War
- 1997 – Ramones – We're Outta Here! – guests on "R.A.M.O.N.E.S."
- 1999 – Jetboy – Lost & Found
- 1999 – Skew Siskin – What the Hell
- 1999 – A.N.I.M.A.L. – Usa Toda Tu Fuerza – guests on a version of AC/DC's "Highway to Hell"
- 2000 – Doro – Calling the Wild
- 2000 – Swing Cats – A Special Tribute to Elvis – guests on "Good Rockin' Tonight", "Trying to Get to You" and "Stuck on You"
- 2001 – The Pirates – Rock Bottom
- 2001 – Hair of the Dog – Ignite – guests on "Law"
- 2002 – Royal Philharmonic Orchestra, Mike Batt and guests – Philharmania – guests on "Eve of Destruction"
- 2003 – Ace Sounds – Still Hungry
- 2003 – Skew Siskin – Album of the Year
- 2004 – Probot – Probot – guests on "Shake Your Blood"
- 2005 – Throw Rag – 13 Ft. and Rising – guests on "Tonight the Bottle Let Me Down"
- 2006 – Doro – 20 Years – A Warrior Soul – guests on "Love Me Forver" and "All We Are"
- 2007 – Meldrum – Blowin' Up The Machine – guests on "Miss Me When I'm Gone"
- 2007 – The Warriors – Genuine Sense of Outrage – guests on "Price of Punishment"
- 2007 – Keli Raven single "Bad Boyz 4 Life" (co-writer and guest vocalist)
- 2008 – Airbourne – Guest actor on Airbourne's "Runnin' Wild" Music Video
- 2008 – We Wish You a Metal Christmas – Run Run Rudolph
- 2008 – Legacy – Girlschool album – Don't Talk to Me vocals, bass, triangle and lyrics.
- 2009 – Queen V – Death or Glory – guests on "Wasted"
- 2009 – Brütal Legend (video game) – The Kill Master (voice)
- 2010 – Slash – Slash – "Doctor Alibi" (vocals and bass)
- 2011 – Michael Monroe – Sensory Overdrive guests on "Debauchery As A Fine Art"
- 2012 - Doro - Raise Your Fist guest on "It Stll Hurts"
- 2012 – Nashville Pussy – Guest on Nashville Pussy's song "Lazy Jesus" on the re-release of the album "From Hell to Texas"
- 2014 – Emigrate – Guest bass and vocals on track Rock City, from their album Silent So Long

### Xuất hiện trên nhạc phim, nhạc đấu vật, tưởng nhớ và album của các nghệ sĩ
- 1990 – Hardware: Original Soundtrack – contains "A Piece of Pipe" by Kaduta Massi with Lemmy
- 1990 – The Last Temptation of Elvis: Blue Suede Shoes – contains "Blue Suede Shoes" by Lemmy & The Upsetters
- 1994 – Airheads: Cameo on film and performing "Born to Raise Hell" on the soundtrack
- 1997 – Dragon Attack: A Tribute to Queen – performs on "Tie Your Mother Down"
- 1998 – Thunderbolt: A Tribute to AC/DC – performs on "It's a Long Way to the Top"
- 1998 – ECW: Extreme Music – contains a cover of Metallica's "Enter Sandman" by Motorhead.
- 2000 – Bat Head Soup – Tribute to Ozzy Osbourne – performs on "Desire"
- 2001 – Performs the Game Live at WWE WrestleMania X-Seven
- 2001 – Frezno Smooth: Original Soundtrack – contains a version of Twisted Sister's "Hardcore" by Lemmy
- 2001 – A Tribute to Metallica: Metallic Assault – performs on "Nothing Else Matters"
- 2002 – Rise Above: 24 Black Flag Songs to Benefit the West Memphis Three – performs on "Thirsty & Miserable"
- 2002 – Metal Brigade – performs on "Good Rockin' Tonight" by Lemmy and Johnny Ramone
- 2004 – Spin the Bottle – An All-Star Tribute to KISS – performs on "Shout It Out Loud"
- 2004 – The SpongeBob SquarePants Movie – performs "You Better Swim"
- 2005 – Numbers from the Beast: An All Star Salute to Iron Maiden – performs on "The Trooper"
- 2005 – Performs "The Game" Live at WWE WrestleMania 21
- 2005 – Metal: A Headbangers Journey
- 2006 – Flying High Again: The World's Greatest Tribute to Ozzy Osbourne – Performs "Desire" with Richie Kotzen
- 2006 – Cover Me in '80s Metal (Fantastic Price Records) – Metal artists covering the hits of others. Performs AC/DC's "It's a Long Way to the Top".
- 2006 – Butchering the Beatles – Performs "Back in the USSR".
- 2009 – Flip Skateboards Presents Extremely Sorry – Performs "Stand By Me" with Baron and Dave Lombardo.
- 2010 – Danko Jones – Full of Regret – Stars in the music video along with Elijah Wood and Selma Blair
- 2011 – Foo Fighters – White Limo – Stars in the music video

## Danh sách video

### Băng/đĩa từ
- 1982 Live in Toronto – Castle Hendring
- 1984 Another Perfect Day EP
- 1985 Birthday Party
- 1986 Deaf Not Blind
- 1987 More Bad News
- 1988 EP
- 1988 The Decline of Western Civilization II: The Metal Years
- 1990 Hardware (Lemmy was cast as a water taxi driver; and plays a recording of "Ace of Spades" for his passengers).
- 1991 Everything Louder than Everyone Else

### DVD
- 1987 Eat the Rich
- 1994 Airheads – cameo as "The Rocker" who "was editor of the school magazine!"
- 1997 Tromeo and Juliet – cast as Narrator, Troma pictures
- 2001 Down and Out with the Dolls – as Joe
- 2001 25 & Alive Boneshaker
- 2001 WrestleMania X-Seven – Performing Triple-H's entrance theme "The Game" live
- 2001 Citizen Toxie: The Toxic Avenger IV – as a Tromaville citizen
- 2002 Motörhead EP
- 2002 The Best of Motörhead
- 2003 The Special Edition EP
- 2003 Charlie's Death Wish – as himself
- 2004 Everything Louder than Everything Else
- 2005 Stage Fright (also HD-DVD 2007)
- 2005 Ringers: Lord of the Fans
- 2005 WrestleMania 21 Performing "The Game"
- 2005 Metal: A Headbanger's Journey
- 2006 The Head Cat Live: Rockin' the Cat Club
- 2006 Foo Fighters: Hyde Park
- 2010 Lemmy
- 2011 The Wörld Is Yours bonus DVD